# 잔나 비쳅스카야
잔나 블라디미로브나 비쳅스카야(러시아어: Жанна Владимировна Бичевская, 1944년 6월 17일 ~ )는 러시아의 가수이다.
1944년 소비에트 연방 모스크바에서 태어난 비쳅스카야는 Moscow Circus and Performing Arts School에 진학하여 기타연주를 전공하고 1971년에 졸업했다.
1970년 초부터 러시아 로망스와 포크송을 노래하기 시작한 그녀는 음유시가의 선구자인 불라트 오쿠자바(Bulat Okudzhava)에게 큰 영향을 받아 소박하지만 진지하게 노래불러 점차 러시아의 존 바에즈(Joan Baez)라고 알려지게 되었다. 그녀는 자신의 독특한 노래방식을 '러시아 컨트리-포크 음악'이라고 부른다.
1990년 초부터 러시아 정교회에 대한 영적인 주제와 백색운동으로 희생된 White Guard Officer에 대해서 연속적으로 노래했다.
1974년부터 1989년까지 7장의 LP를 발표했으며 1990년부터 2008년까지 22장의 CD가 제작되었다. 현재도 해외공연을 갖는 등 노래하기를 멈추지 않고 있다.

## 앨범
LP 7장
- 《러시아 포크송의 수집과 연주》Собирательница и исполнительница русских народных песен (1974년)
- 《잔나 비쳅스카야》Жанна Бичевская (1980년)
- 《불라트 오쿠자바 음악의 노래》поет песни Булата Окуджавы (1984년)
- 《오래된 러시아 포크송과 발라드》Старые русские народные деревенские и городские песни и баллады (1988년)
- 《잔나 비쳅스카야》Жанна Бичевская (1988년)
- 《잔나 비쳅스카야》Жанна Бичевская (1990년)
- 《나비》Баттерфляй (1990년)

CD 21장
- 《청년장교》Господа Офицеры (1990년)
- 《오래된 러시아 포크송과 발라드 1집》Старые русские народные деревенские и городские песни и баллады. Часть 1 (1994년)
- 《오래된 러시아 포크송과 발라드 2집》Старые русские народные деревенские и городские песни и баллады. Часть 2 (1995년)
- 《오래된 러시아 포크송과 발라드 3집》Старые русские народные деревенские и городские песни и баллады. Часть 3 (1996년)
- 《오래된 러시아 포크송과 발라드 4집》Старые русские народные деревенские и городские песни и баллады. Часть 4 (1996년)
- 《수도사제 로만의 시가》Поет Песни Иеромонаха Романа (1994년, Apex)
- 《수도사제 로만의 시가》Поет Песни Иеромонаха Романа (1998년, Moroz)
- 《너무나 짧은 인생...》Слишком короток век... (1997년)
- 《생활이 좁다》Любо, Братцы, Любо... (1998년)
- 《하느님, 당신의 이름으로》Имени Твоему, Господи (1998년)
- 《음악가의 가을》Осень Музыканта (1998년)
- 《러시아 갈보리》Русская Голгофа (1998년)
- 《불라트 오쿠자바 음악의 노래 》поет песни Булата Окуджавы (1999년)
- 《니콜라이 황제》Царь Николай (1999년)
- 《나는 믿는다》Верую (2000년]])
- 《우리들 - 러시아 사람 》Мы - Русские (2002년)
- 《검은 까마귀》Чёрный ворон (2002년)
- 《하느님, 당신의 것을 지키소서》Боже, Храни Своих (2003년)
- 《K-141》K-141 (2004년)
- 《백야, 수도사제 로만의 시가》Белая ночь, Поет Песни иеромонаха Романа (2005년)
- 《로망스》Романсы (2007년)
- 《빛나는, 빛나는 나의 별》Гори, гори, моя звезда (2008년)